# 714 до н. е.

## Події
Саргон II здійснив похід проти Урарту, розбив військо царя Руси I, зруйнував і розграбував релігійний центр Мусасір. Руса I покінчив життя самогубством.